# Saint-Christophe-en-Boucherie
 Saint-Christophe-en-Boucherie  es una población y comuna francesa, en la región de  Centro, departamento de Indre, en el distrito de La Châtre y cantón de La Châtre.

## Demografía
| 445 | 412 | 342 | 308 | 277 | 246 |
| Para los censos de 1962 a 1999 la población legal corresponde a la población sin duplicidades (Fuente: INSEE [Consultar]) |     |     |     |     |     |